# Romania ai X Giochi olimpici invernali
La Romania partecipò ai X Giochi olimpici invernali, svoltisi a Grenoble, Francia, dal 6 al 18 febbraio 1968, con una delegazione di 30 atleti impegnati in cinque discipline.

## Medagliere
| Medaglia | Atleta                     | Sport | Evento             |
| -------- | -------------------------- | ----- | ------------------ |
| Bronzo   | Ion Panțuru Nicolae Neagoe | Bob   | Bob a due maschile |